# Nicholas Nickleby
Nicholas Nickleby o La vida i les aventures de Nicholas Nickleby (The Life and Adventures of Nicholas Nickleby) és una novel·la dramàtica de Charles Dickens publicada en fulletó de 1838 a 1839; fou la seua tercera novel·la.
Tracta sobre la vida i les aventures de Nicholas Nickleby, un jove que ha de sostenir econòmicament la seua mare i la seua germana a causa de la defunció del seu pare. El seu oncle Ralph, que pensa que Nicholas mai arribarà a res, hi exerceix el paper d'antagonista.

## Antecedents
Nicholas Nickleby és la tercera obra publicada de Charles Dickens. Torna a la seua editorial favorita i al format que tingué tant d'èxit amb The Pickwick Papers. La història aparegué per primera vegada en fulletó. L'estil n'és episòdic i humorístic.

## Temes principals
Igual que moltes obres de Dickens, la novel·la té un ambient contemporani. Gran part de l'acció té lloc a Londres, amb alguns capítols que succeeixen al lloc de naixement de Dickens, Portsmouth, així com Yorkshire i Devon.
El to de l'obra és de sàtira social irònica, amb Dickens apuntant al que percep com injustícies socials. Molts personatges memorables hi són introduïts, incloent de perversos com l'oncle Ralph i Squeers Wackford.

## Adaptacions a altres mitjans
S'ha adaptat al teatre, cinema i televisió almenys set vegades. Potser la versió més extraordinària n'és la de 1980, quan una producció a gran escala de la novel·la es feu en el West End per la Royal Shakespeare Company. Era una representació teatral que durà més de deu hores. La producció rebé elogis de crítica i públic.
Tots els actors hi feren molts papers a causa de l'enorme quantitat de personatges, tret de Roger Rees, que hi actuà com a Nicolás, i David Threlfall que hi actuava com a Smike (perquè estaven molt de temps en escena).
L'obra es traslladà a Broadway el 1981.
El 1982 la RSC registrà una minisèrie de tres episodis de dues hores i un episodi de tres hores per al Canal 4, on es convertí en el primer drama de la cadena. El 1983, s'emeté en la televisió nord-americana, i guanyà un premi Emmy a la millor minisèrie. Al desembre de 2007 es feu una completa reemissió de la versió per TV de la BBC Four, a més d'una producció de l'obra de teatre original realitzada pel Chichester Festival Theatre (dirigida per Jonathan Church i Philip Franks, i amb com Nicholas i David Dawson com Smike).
El 2012, la BBC feu una adaptació de la novel·la, dirigida per Christopher Barry i protagonitzada per Nigel Havers en el paper protagonista, Derek Francis com a Squeers Wackford i Patricia Routledge com a Madame Mantalini.
El 2001, Stephen Whittaker en dirigí una nova versió per a la televisió britànica, La vida i aventures de Nicholas Nickleby.
El 1903 se'n feu una versió muda, i una altra el 1912. La primera adaptació per al cinema sonor es realitzà el 1947, protagonitzada per Cedric Hardwicke com a Ralph Nickleby, Sally Ann Howes com a Kate, Derek Bond com a Nicolás, i Stanley Holloway com a Crummles. El 2002, es feu un altre llargmetratge de la història, dirigit per Douglas McGrath i el seu elenc de destacats actors incloïa Charlie Hunnam, Anne Hathaway, Jamie Bell, Alan Cumming, Jim Broadbent, Christopher Plummer, Juliet Stevenson i Barry Humphries.

## Traduccions al català
Nicholas Nickleby. Traducció: Carles Llorach-Freixes.  Martorell: Adesiara Editorial, 2025, p. 1168. ISBN 978-84-19908-21-6.